# Lazzaro Spallanzani
Lazzaro Spallanzani (Scandiano, 12. siječnja 1729. – Pavia, 11. veljače 1799.) bio je talijanski biolog i isusovac, poznat po svojim radovima iz ljudske i animalne fiziologije i reprodukcije. Prvi je uspio izvesti umjetnu oplodnju kod životinja, a najveću mu je slavu donio eksperiment koji je dokazao nemogućnost stvaranja života iz nežive tvari. Usavršenu inačicu Spallanzanijevog eksperimenta izveo je Louis Pasteur.

## Životopis
Rođen je u Scandianu u talijanskoj regiji Emiliji Romagni. S 15 godina upisuje se u isusovačku školu u Reggiu Emilia, gdje prati predavanja iz filozofije i retorike.
Upisuje se na Sveučilište u Bologni, najprije na studij prava, ali ubrzo ga napušta i upisuje se na prirodnu filozofiju. Diplomira biologiju na istom sveučilištu i kasnije se specijalizira u zoologiji i botanici na nekoliko francuskih sveučilišta. 
Njegov prvi objavljeni znanstveni rad nosio je naslov "Dva pisma o putu na Reggijanske Apenine i na Ventaško jezero" (Lettere due sopra un viaggio nell’Appennino Reggiano e al lago di Ventasso), a tretirao je problematiku hidrogeologije izvorskih voda.
1757. dobiva katedru matematike i fizike na sveučilištu u Reggiu Emiliji. 1762. postaje svećenik isusovac, a godinu poslije seli se u Modenu gdje predaje filozofiju i retoriku na gradskom sveučilištu i matematiku i grčki na Zakladi "Colleggio di San Carlo".
U studenom 1769. sveučilište u Paviji poziva Spallanzanija i dodjeljuje mu katedru prirodnih znanosti, koju će držati do smrti, kao i vodstvo sveučilišnog Muzeja prirodnih znanosti.
Spallanzani se posebno istaknuo u stvaranju i proširenju Muzeja prirodnih znanosti, koji ubrzo postaje i međunarodno poznat, toliko da je njemački car Josip II došao u Paviju samo da bi posjetio muzej. 
Bio je na nekoliko važnih znanstvenih putovanja, u kojima je opisivao geologiju i botaniku novih krajeva. Dva najpoznatija putovanja u kojima je prikupio mnoštvo podataka bila su u Kraljevstvo dviju Sicilija i duž Balkana do Konstantinopolisa (1785. – 1786.) Upravo za vrijeme putovanja prema Konstantinopolisu, kustos Muzeja u Paviji zajedno s nekoliko suradnika, iskoristivši njegovu odsutnost, optužuje Spallanzanija da krade eksponate iz muzeja kojeg vodi kako bi kreirao vlastitu privatnu zbirku. Skandal će se završiti tek nakon godinu dana s potpunim odbacivanjem Spallanzanijeve krivnje i zakonskim sankcioniranjem klevetnika.
Spallanzani umire u noći između 11. i 12. veljače 1799. u svojoj kući u Paviji.

## Znanstveni rad
Spallanzanijev je najveći doprinos bio na području fiziologije probave i disanja, kao i životinjskog razmnožavanja. Postao je međunarodno poznat svojim eksperimentom kojim je dokazao da život ne može spontano nastati iz nežive tvari.

### Pobijanje Teorije spontanog nastanka
1761. počinje se zanimati za pitanje nastanka života na Zemlji i uključuje se u znanstvenu debatu o Teoriji spontanog nastanka. Znanstvenici su u ono doba vjerovali da se jednostavniji organizmi kao npr. muhe, crvi, žabe itd. spontano generiraju iz nežive tvari. Nakon četiri godine proučavanja objavljuje, u ono doba najvažniji, znanstveni rad o ovom problemu "Esej o mikroskopskim promatranjima glede Sustava nastanka (života) od gospode Needham i Buffon" (Saggio di Osservazioni Microscopiche sul Sistema della Generazione de’ Signori di Needham e Buffon), kojim eksperimentalno dokazuje nemogućnost nastanka života iz nežive tvari.
U svom je eksperimentu pripremio hranidbenu otopinu koju je sterilizirao i stavio u staklenu posudu koja je imala uski grlić. Nekoliko je posuda odmah zapečatio tako što je rastopio grlić posude na plameniku, druge je začepio plutenim čepom, a treće je pustio potpuno otvorene. Nakon nekoliko dana primijetio je da je došlo do razvoja bakterija u hranidbenoj otopini u otvorenim posudama i u onim začepljenim plutenim čepom kroz koje je ipak mogao prolaziti zrak. U zapečaćenim se posudama nije razvio nikakav trag života. Time dokazuje da bakterije ne mogu spontano nastati iz hranjive otopine, nego da su zračnim putem kolonizirale hranjivu otopinu. Ovaj ga je eksperiment proslavio u cijeloj Europi.

### Radovi na polju fiziologije
1768. Spallanzani objavljuje veliki rad "O radu srca i krvnih žila" (Dell’azione del cuore nei vasi sanguigni) u kojem eksperimentalno dokazuje postojanje razmjene plinova u krvi. Dokazuje zatim i postojanje želučanog soka i objašnjava proces probave kao kombinirani proces mehaničkog meljenja namirnica nakon kojeg slijedi kemijsko djelovanje sekreta iz probavnog trakta. Prethodno se mislilo da je probava isključivo mehanički proces.
Od 1777. do 1780. posvećuje se problemu životinjskog razmnožavanja i već 1777. uspijeva izvesti prvu uspješnu in vitro oplodnju žabljih jajašca. Dokazuje da se oplodnja kod sisavaca dešava kontaktom sperme s jajnom stanicom i uspijeva izvesti prvi uspješni eksperiment umjetne oplodnje ženke psa izravnim ubrizgavanjem sperme u rodnicu. Rezultate ovih eksperimenata objavljuje 1780. u svom radu u dva sveska "Dizertacije o životinjskoj i biljnoj fizici" (Dissertazioni di fisica animale e vegetale).
Dokazao je niz drugih znanstvenih činjenica iz životinjske fiziologije, kao orijentaciju šišmiša u prostoru pomoću ultrazvuka (eholokacija) i sposobnost ponovnog izrastanja izgubljenih dijelova tijela kod nekih gmazova.

## Priznanja
Jedan Marsov krater promjera 72,5 km dobio je ime po Spallanzaniju.
Jedan od trgova u rodnom gradu Scandianu nosi njegovo ime, a 1888. na isti je trg postavljen mramorni kip Spallanzanija kako drži žabu u ruci i proučava je povećalom.
Talijanski Državni institut za zarazne bolesti (INMI-Istituto nazionale malattie infettive) u Rimu nosi ime "Lazzaro Spallanzani".